# Tour de Pologne Féminin
Il Tour de Pologne Féminin (it. Giro di Polonia femminile) era una corsa a tappe femminile di ciclismo su strada organizzata in Polonia tra il 1998 e il 2016.

## Storia
La corsa si disputò per la prima volta nel 1998 con il nome di Eurosport Tour. Cambiò denominazione nel 2000 diventando Eko Tour Dookola Polski; nel 2007 assunse la denominazione di Tour de Pologne Féminin, mantenuta anche nell'ultima edizione, svoltasi nel 2016 a otto anni dalla precedente. Tra il 2005 e il 2016 la corsa fu inclusa nel calendario internazionale femminile UCI come prova di classe 2.2.

## Albo d'oro
Aggiornato all'edizione 2016.
| Anno                    | Vincitrice         | Seconda               | Terza                |
| Eurosport Tour          | Eurosport Tour     | Eurosport Tour        | Eurosport Tour       |
| ----------------------- | ------------------ | --------------------- | -------------------- |
| 1998                    | Hanka Kupfernagel  | Susanne Ljungskog     | Sanna Lehtimäki      |
| 1999                    | Judith Arndt       | Jenny Algelid         | Valentina Gerasimova |
| Eko Tour Dookola Polski |                    |                       |                      |
| 2000                    | Lada Kozliková     | Nicole Brändli        | Patricia Hempel      |
| 2001                    | Christina Becker   | Lada Kozlikova        | Doris Posch          |
| 2002                    | Valentina Karpenko | Anita Valen           | Noemi Cantele        |
| 2003                    | Tetjana Stjažkina  | Valentina Polchanova  | Ol'ga Sljusareva     |
| 2004                    | Tatiana Guderzo    | Maja Włoszczowska     | Bogumiła Matusiak    |
| 2005                    | Bogumiła Matusiak  | Volha Hayeva          | Tereza Huříková      |
| 2006                    | Bogumiła Matusiak  | Grete Treier          | Paulina Brzeźna      |
| Tour de Pologne Féminin |                    |                       |                      |
| 2007                    | Kirsten Wild       | Grete Treier          | Stephanie Pohl       |
| 2008                    | Sara Mustonen      | Aleksandra Burčenkova | Liesbeth De Vocht    |
| 2009-15                 | non disputato      | non disputato         | non disputato        |
| 2016                    | Jolanda Neff       | Flávia Oliveira       | Tetjana Rjabčenko    |